# Conception participative
La conception participative, ou coconception, que l'on retrouve couramment sous le terme codesign, co-design et design participatif, est une méthode de travail qui implique l'utilisateur final, lors d'un processus de développement et de conception d'un produit ou d'un service. Il s'agit donc d'une méthode de conception centrée sur l'utilisateur où l'accent est mis sur le rôle actif des utilisateurs.
Le lien créé entre l'équipe de conception et l'usager, ou entre l’entreprise et le client dans un cadre commercial lors de la coconception du produit permet un partage d’informations et de valeurs, et donc une fidélisation dans le cadre d'une relation commerciale.  L’expérience de travail collaboratif, éventuellement dans une approche de type économie de la fonctionnalité fait déjà partie de l’expérience d’achat du produit, une sorte de service associé.

## Histoire
La conception participative prend ses racines dans le mouvement syndicaliste, particulièrement en Scandinavie. Il s'agissait principalement d'inciter les employeurs à obtenir l'adhésion des travailleurs quand de nouveaux outils étaient conçus pour eux, en les faisant participer aux choix. Dès les années 1970, des chercheurs ont étudié comment appliquer la conception participative pour réaliser des logiciels ayant une meilleure utilisabilité et une meilleure acceptabilité. Le domaine a ensuite été abondamment étudié dans les années 1980 et 1990 par des chercheurs et professionnels américains, en perdant sa connotation syndicaliste. Depuis le début des années 2000, les communautés scientifiques françaises de l'ergonomie et du génie logiciel ont commencé à s'y intéresser, et des sociétés spécialisées commencent à apparaître en Europe.

## Méthode
Il existe dans la littérature de nombreuses variantes de la méthode et de nombreuses techniques utilisées pour impliquer efficacement les utilisateurs. On peut noter particulièrement :
- l'observation et entretiens
- la production de scénarios
- le brainstorming
- le prototypage papier
- le prototypage vidéo

## Environnement

### Internet
Internet offre un vaste potentiel pour la coconception : 
- une mise en relation beaucoup plus facile entre utilisateur et concepteur,
- une présentation plus pédagogique et plus récréative des questionnaires
- une centralisation plus simple de données récoltées
- une échelle d’échantillon plus grande
- une diminution des coûts.

### Forum internet,Blogs,Second Life
Grâce à l’évolution d’Internet et en particulier l’émergence du Web 2.0, l’interactivité entre internautes est facilitée. 
Des communautés d'utilisateurs et de clients voire de concepteurs-utilisateurs (les « makers ») se sont construites autour de produits et de méthodes de coconception. Les forums regorgent de débats passionnés entre utilisateurs qui sont souvent bien informés et/ou qui développent une connaissance des produits par intérêt personnel. 
Ces forums sont aussi une manne d’informations pour les entreprises qui peuvent y déceler de nouvelles demandes voire y trouver des solutions techniques (parfois directement proposées sous licence libre). La mise en scène de cette écoute est elle-même valorisable pour la marque, l’entreprise, ses employés et ses produits.

### CAO–FAO
Ces trente dernières années la chaîne de développement numérique a changé beaucoup de choses. Ses progrès ont supprimé certains emplois mais en ont créé d'autres et rendu le développement des nouveaux produits moins coûteux, plus rapide plus efficace et parfois moins gaspilleur d'énergie ou matériaux. 
On crée les produits pièce par pièce à l’aide de logiciels de CAO, les pièces peuvent alors être étudiées et optimisées en résistance des matériaux, mécanique vibratoire, etc. puis assemblées virtuellement pour définir le montage, l’accessibilité et les gammes de montage. Les pièces virtuelles passent ensuite à travers la partie fabrication qui dialogue directement avec des machines à commandes numériques ou des machines de prototypage rapide. 
De surcroît comme pour la musique, la dématérialisation du support permet des échanges plus faciles et plus rapides. Il est possible de stocker une bibliothèque de produits virtuels sous forme de maquettes numériques où toutes le pièces sont représentées, positionnées et définies. Ce type de base de données est ensuite consultable via des portails sécurisés. Ainsi, un produit peut être développé dans différents centres de R&D 24h sur 24 « grâce » au décalage horaire.

### Prototypage rapide
Différentes techniques (stéréo lithographie, dépose de fil plastique, frittage de poudre…) rendent possible l'« impression 3D » d'objets directement à partir de modélisations. On obtient en quelques heures des objets réels, directement utilisables pour la fabrication de prototypes ou de moules. 
Le prix de revient de ces techniques est encore élevé et les matériaux utilisables encore peu nombreux, mais comme tous les domaines liés au numérique, elles permettent une liberté de création incomparable avec les techniques traditionnelles.

## Limites
- Confidentialité
- Droit d’auteur
- Durée de cycle de conception

#### Livres
- The Art of Innovation, Tom Kelley with Jonhatan Littman  (ISBN 0385499841 et 978-0385499842)
- The Future of Competition: Co-Creating Unique Value With Customers, C. K. Prahalad et Venkat Ramaswamy, 2004  (ISBN 1578519535 et 978-1578519538)
- Fabriquer le Futur 2, Pierre Musso, Laurent Ponthou, Eric Seulliet, 2007  (ISBN 2744062642 et 978-2744062643)
- Génération participation, Thierry Maillet, 2006  (ISBN 2916260072 et 978-2916260075)
- Michael Muller and Sarah Kuhn (eds). Special Issue on Participatory Design, CACM 36:4 (June, 1993).

#### Publications
- Can we learn together? Co-creating with consumers, Deborah Roberts & Susan Baker, Cranfield University
- Co-opting Customer Competence, Harvard Business review, Janvier – Février 2000, Venkatram (Venkatram) Ramaswamy
- The Co-creation Connection, MIT Management Review, Eté 2003, Venkatram (Venkatram) Ramaswamy
- The New Frontier of Experience Innovation, strategy-business.com, 2007, Venkatram (Venkatram) Ramaswamy
- Le prix comme incitation à la créativité, du crowdsourcing à la cocréation Article :